# Шудаязьке міське поселення
Шудая́зьке міське поселення (рос. Шудаяжское сельское поселение) — муніципальне утворення у складі Ухтинського міського округу Республіки Комі, Росія. Адміністративний центр та єдиний населений пункт — селище міського типу Шудаяг.

## Населення
Населення — 3411 осіб (2010; 3625 у 2002, 4275 у 1989).